# Ninja (automação de compilação)
Ninja é um pequeno sistema de compilação desenvolvido por Evan Martin, um funcionário do Google. O Ninja tem foco na velocidade e difere de outros sistemas de compilação em dois aspectos principais: ele é projetado para ter seus arquivos de entrada gerados por um sistema de compilação de mais alto-nível e é projetado para executar compilações o mais rápido possível.

## Sistema de compilação
Essencialmente o Ninja foi criado para substituir o Make, que é lento ao executar compilações incrementais (ou operações vazias, NO-OP). Isso pode desacelerar consideravelmente os desenvolvedores que trabalham em projetos grandes, como o Google Chrome, que compila 40.000 arquivos de entrada em um único executável. Na verdade, o Google Chrome é o usuário principal e a motivação para o Ninja. Também é usado para compilar o Android (via tradução do Makefile por Kati),  e é usado pela maioria dos desenvolvedores que trabalham com o LLVM.
Em contraste com o Make, o Ninja não possui recursos como manipulação de strings, já que os arquivos de compilação do Ninja não devem ser escritos à mão. Em vez disso, um "gerador de compilação" deve ser usado para gerar arquivos de compilação do Ninja. Gyp, CMake, Meson e gn são ferramentas de software de gerenciamento de compilação populares que suportam a criação de arquivos de compilação para o Ninja.

## Exemplo
```
rule
 
cc

  
command
 
=
 
gcc
 
-c
 
-o
 
$out
 
$in

  
description
 
=
 
CC
 
$out

 

rule
 
link

  
command
 
=
 
gcc
 
-o
 
$out
 
$in

  
description
 
=
 
LINK
 
$out

 

build source1.o
:
 
cc
 
source
1.
c

build source2.o
:
 
cc
 
source
2.
c

build myprogram
:
 
link
 
source
1.
o
 
source
2.
o

```